# Polina Žerebcova
Polina Viktorovna Žerebcova  (rusko Поли́на Ви́кторовна Жеребцо́ва), pisateljica in pesnica, * 20. marec 1985, Grozni, Sovjetska zveza (sedaj Rusija).
Žerebcova se je najbolj proslavila kot avtorica Dnevnika Poline Žerebcove, ki je preveden v različne evropske jezike. Leta 2012 je bila med finalisti za Nagrada Saharova za svobodo misli. Rojena v etnično mešani družini v Groznem, Čečensko-inguška avtonomna republika, Sovjetska zveza. Je avtorica poročila o vojni v Čečeniji. Polina je začela pisati svoj dnevnik pri devetih letih, na začetku prve čečenske vojne. Ko se je začela druga čečenska vojna, je še vedno živela v Groznem. 21. oktobra 1999 je bila ranjena v obstreljevanju tržnice, kjer sta z mamo prodajali časopise.
Avtor poročila «Report on war crimes in Chechnya in 1994-2004.» ru.  eng..

## Otroštvo
Polinin oče, odvetnik, je umrl, ko je bila Polina še otrok. Njena mama, Elena, je delala kot poslovodja v večjem podjetju, prosti čas je posvečala hčerini izobrazbi.
Polina je odraščala v družini, ki je enakovredno pozornost posvečala Tori, Bibliji in Koranu. Od otroštva je preučevala religije različnih narodov, zgodovino in filozofijo.

## Prva čečenska vojna
Prve vojaške akcije so se začele leta 1994. Na začetku vojne je bil ubit Polinin ded, Anatolij. V tem obdobju je Polina tudi naredila prve resnejše zapise v dnevnik. Dnevnik je držala zase in pisala o veselih ter žalostnih dogodkih v življenju svojih sosedov in prijateljev. Zaradi dedovega priimka, Žerebcov, je bila Polina v šoli žrtev ponavljajočih se žaljivk.

## Druga čečenska vojna
Leta 1999, ko je bilo Polini 14 let, se je začela nova vojna na Severnem Kavkazu, kar opisuje v svojem dnevniku. Medtem, ko je po šoli pomagala mami pri delu na centralni tržnici v Groznem, je bila Polina 21. oktobra 1999, ko so tržnico bombardirali, ranjena v nogo. Bombardiranje je opisano v poročilu »Vsesplošna uporaba sile federalnih čet med oboroženim konfliktom v Čečeniji v septembru-oktobru 1999«. Zaradi poškodbe in bolezni Polina in njena mati nista imeli možnosti, da bi pobegnili pred vojno. Skupaj s sosedi sta se soočili z lakoto in izgonom pri »etnično čiščenje|etničnem čiščenju«, kot je Polina opisala na straneh svojega dnevnika. Njen glavni cilj je bil pripraviti ljudi do tega, da bi razumeli, da se je potrebno izogniti vojni, še posebno znotraj iste dežele. V dnevniku je prav tako zapisano, da so bili pred letom 1994, ko se je v republiki začel konflikt, odnosi med Rusi in Čečeni relativno prijateljski.
Februarja 2000, pet mesecev po poškodbi, je bila takrat štirinajstletna Polina operirana v Moskvi, kirurgi so iz njene noge odstranili največji šrapnel, ki se je razletel na šestnajst koščkov. Polina je morala petkrat zamenjati šolo, saj so bile vse po vrsti uničene med vojno v Čečeniji. Leta 2002, pri sedemnajstih letih, se je vpisala na ChPGI (Čečenski državni pedagoški inštitut). Leta 2004 je z odliko zaključila novinarsko šolo.
Od leta 2003 je delala kot članica novinarske ekipe časopisa Mladinska sprememba. Objavljala je tudi v časopisih  Dagestanske novosti, Stavropolska resnica in drugih.
Leta 2005 se je Polina preselila v Stavropol, kjer se je prepisala na Državno tehniško univerzo Severnega Kavkaza in leta 2010 diplomirala iz splošne psihologije.
Leta 2006 je postala dobitnica mednarodne literarne nagrade Janusza Korczaka v dveh kategorijah. Istega leta je v pismu Aleksandru Solženicinu prosila za pomoč pri objavi dnevnikov. Člani Fundacije Solženicina so pomagali Polini pri selitvi v Moskvo, niso pa uspeli objaviti njenih dnevnikov. Polina še vedno objavlja v moskovskih revijah Znamja, Bolshoj gorod in časopisu Svobodnoe slovo. Leta 2011 je objavila knjigo o Čečeniji »Dnevnik Poline Žerebcove«.

## Emigracija
Zaradi groženj, ki jih je začela prejemati po elektronski pošti in telefonu od ljudi, ki so se predstavljali kot »ruski domoljubi«, je Polina januarja 2012 zapustila Rusijo in zaprosila za politični azil na Finskem. »Bile so ponavljajoče se grožnje, da moram prenehati pisati o tej tematiki, če hočem živeti in če ne želim, da se moji družini kaj zgodi. Nemogoče je živeti v stalnem strahu. Skrbi me za svojo družino. Imela sva možnost, da greva, in zaprosila sva za politični azil …«.
Leta 2013 je Polina dobila status političnega emigranta.

### V drugih jezikih
- Polina Žerebcova, Le journal de Polina. France, Paris: Books Editions., 2013. ISBN 2366080328
- Polina Žerebcova, Sodan sirpaleet. Finland, Helsinki: INTO, 2014. ISBN 978-952-264-312-4
- Polina Žerebcova,LE JOURNAL DE POLINA. France, Paris: 10/18, 2015.ISBN 9782264064554
- Polina Žerebcova, Чеченські щоденники 1994-2004 рр. Ukraine:«Клуб сімейного дозвілля, 2015.ISBN 978-966-14-8343-8
- Polina Žerebcova, Polinas Tagebuch. — Berlin, Rowohlt Verlag, 2015. ISBN 978-3-87134-799-3
- Polina Žerebcova, Polinos Dienorastis. — Lithuania, Tytoalba, 2015. ISBN 978-6-09466-107-5
- Polina Žerebcova, Тонка сріблиста нить, Ukraine: BСЛ, 2016. ISBN 978-617-679-207-9
- Polina Žerebcova, "Deníky Poliny Žerebcovové", BIZBOOKS, Czech Republic, 2016 ISBN 978-80-265-0500-6
- Polina Žerebcova,"Осляче поріддя", Ukraine: BСЛ, 2017. ISBN  978-617-679-357-1
- Polina Žerebcova, "TŠETŠEENIA PÄEVIKUD 1994–2004", Estonia, Tänapäev, 2017. ISBN 978-994-985-161-4

## Novele in zgodbe:
- 2003 - Prisiljena poroka.
- 2004 – Larisa.
- 2004 – Ni usojeno.
- 2006 – Krst.
- 2006 – Mali angel.
- 2007 – Pravljica o zajčku.
- 2008 – Ded Idris.
- 2010 - Verjemite mi … (revija »Znamja« 2010, št. 5).
- 2012 – Čečeni in Rusi. Grozni 2003 - 2004. Dnevnik po bitki.
- 2012 – Hudo mi je za vojaka. Dnevniki Poline Žerebcove o prvi vojni.
- 2013 – Tanka srebrna nit.
- 2013 – Nove legende starega Kavkaza.
- 2013 – Pot političnega begunca (revija »Znamja«, 2013, št.6).

## Literarne nagrade
- 2006 - Mednarodna literarna nagrada Janusza Korczaka za odlomek iz dnevnika z naslovom Krst.
- 2006 - Mednarodna literarna nagrada Janusza Korczaka za vojaško zgodbo Mali angel.
- 2012 – Finalistka za Nagrado Andreja Saharova za svobodo misli.[9]